# 张衡街道
张衡街道，是中华人民共和国河南省南阳市卧龙区下辖的一个乡镇级行政单位。

## 行政区划
张衡街道下辖以下地区：
新街社区、蒲电社区、茹楼社区、和庄社区、魏营社区和七里园社区。